# SFG (기업)
SFG는 대한민국의 외식 서비스 기업이다. 1998년 5월 인천광역시의 송도유원지에 창업한 한식당 천지연 송도유원지점을 모태로 한다. 신화푸드, 신화아이푸드, 신화케이푸드, 신화엠푸드, 올킹, 호도몽을 통칭하여 SFG로 부른다.

## 사업 부문
- 한식 : 우설화, 천지연, 송도갈비, 서현궁, 동백궁, 삼청각, 청담본갈비, 소나무향기, 송도불고기, 한판등심(구 하누선수), 숯불주물럭 넘버9, 돈블랑, 서현돼지, 자작나무갈비
- 일식 : 긴자, 긴자 블루 청담, 일본요리 모슬포
- 중식 : 취홍, 하인선생
- 카페 및 베이커리 : 바다쏭, 한옥베이커리카페, 블루커피, 블루가든
- 복합외식공간 : SFG 푸드빌리지

## 같이 보기
- CJ푸드빌
- GFFG
- 롯데GRS
- 신세계푸드
- 엠즈씨드
- 이랜드이츠
- 한화푸드테크